# St. Christophorus (Delmenhorst)

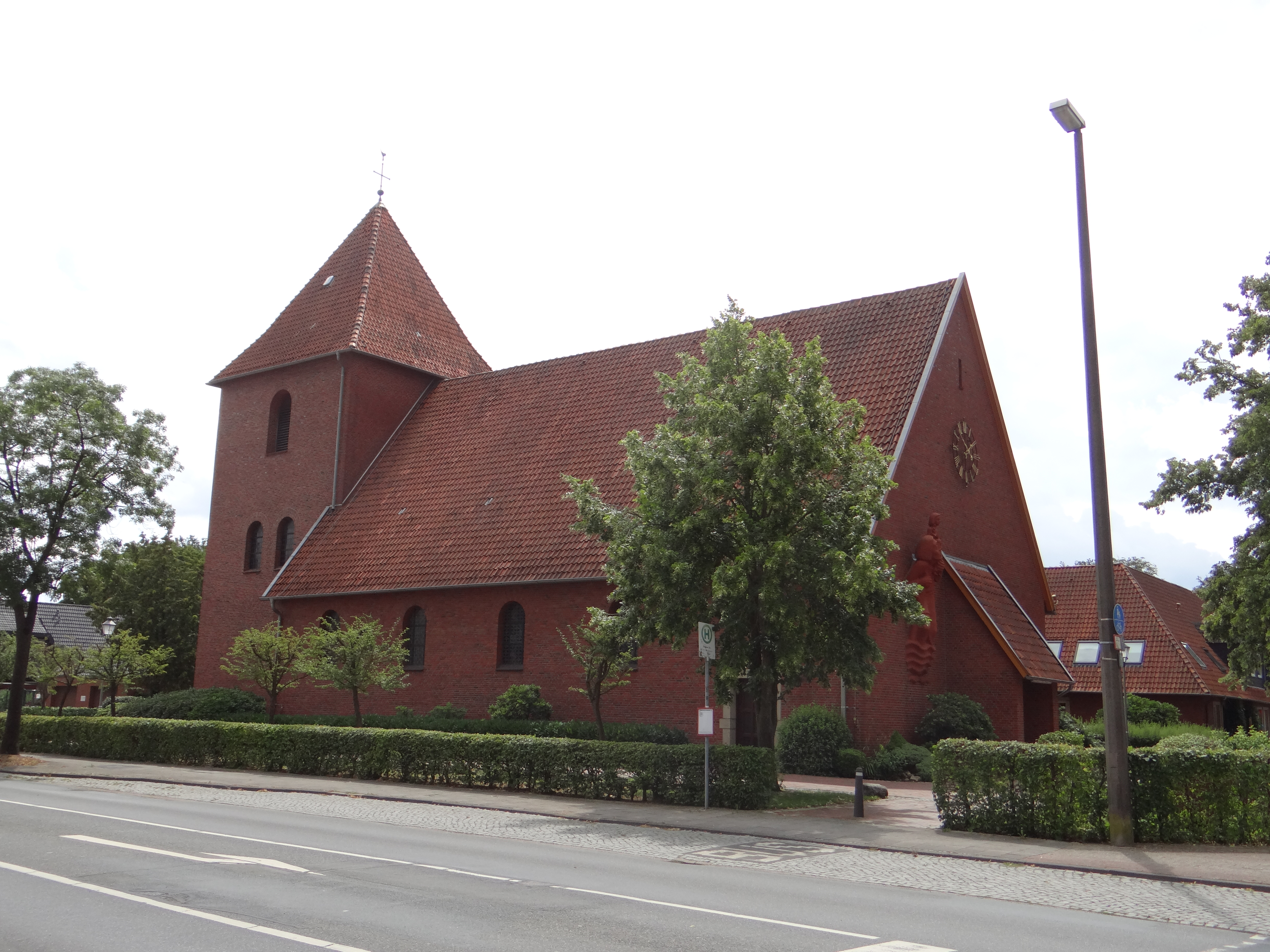
Nordseite (Brendelweg)

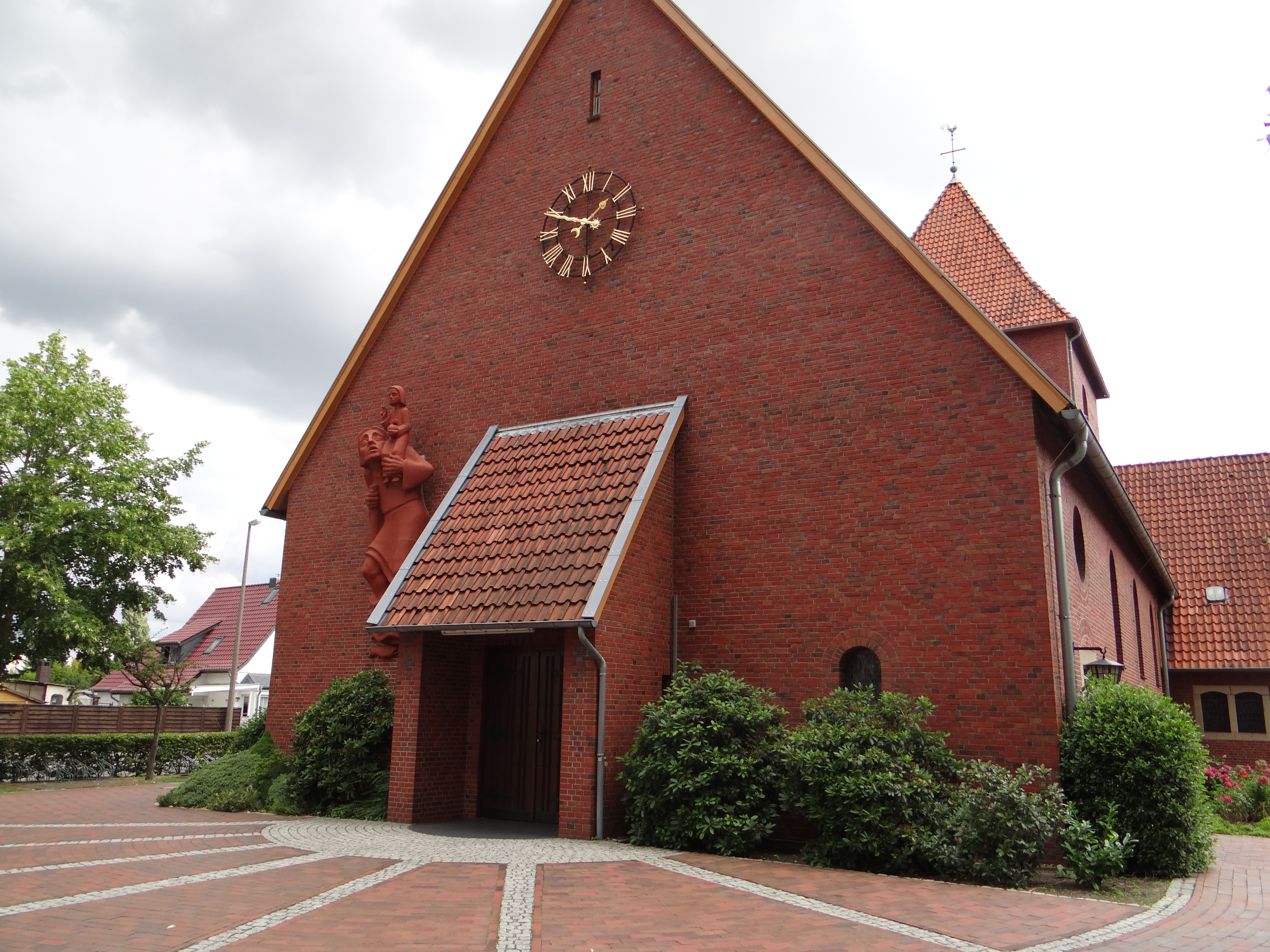
Eingangsbereich mit Christopherus-Statue

Die katholische Kirche St. Christophorus in Delmenhorst-Brendel/Adelheide, Brendelweg 122, wurde 1952 gebaut.
Kirche, Pfarrhaus und Kindergarten/Schwesternhaus sind  Baudenkmale in Delmenhorst.

## Geschichte
In Delmenhorst fand ab Mitte bis Ende des 19. Jahrhunderts eine starke Industrialisierung (Zigarrenindustrie, Hanseatische Jute-Spinnerei und Weberei, Linoleumwerke, Nordwolle) statt. Katholische Arbeiter zogen nach Delmenhorst, es folgten Katholiken aus Schlesien, Oberschlesien, dem Eichsfeld, Polen, Böhmen und Galizien.
Eine erste kleine katholische Kapelle wurde 1879 und dann 1903 die Kirche St. Marien in Delmenhorst gebaut. 1950 gehörten 13.500 Katholiken der sehr flächigen Mariengemeinde an.
Ab 1950 wurde der Neubau einer Kirche geplant; 1952 fand die Einweihung der von Walter Kremer (Duisburg) entworfenen Kirche statt. Die einfache verklinkerte Kirche mit einem Satteldach fasst 300 Plätze. Im nur 23 Meter hohen quadratischen Turm mit einem Zeltdach hängen drei Glocken. Die weiteren eingeschossigen Bauten beherbergen Gemeinderäume, Kindergarten, Schwesternkonvent und Pfarrhaus. Alle Bauten entstanden unter aktiver Mithilfe der Gemeindemitglieder und durch Spenden.

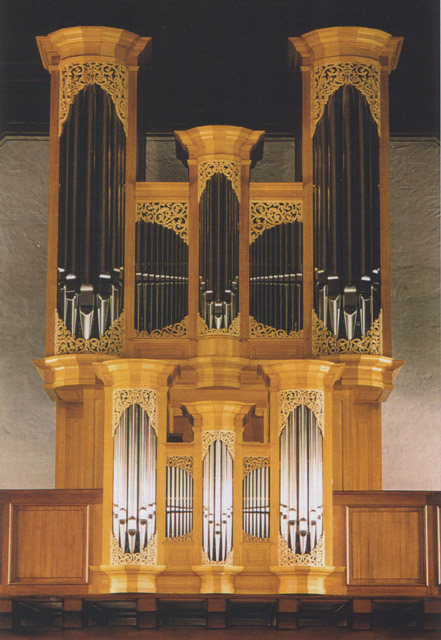
Hillebrand-Orgel

Innen: Die Kreuzwegstationen aus Ton, die geschnitzte Pietà und einige Krippenfiguren stammen vom Künstler Kurt Lettow (Bremen). Eine  Marienfigur wurde von Georg Woehl (Delmenhorst) geschnitzt. Die erste Orgel mit 21 Registern auf zwei Manualen und Pedal stammte von Gebr. Krell (Duderstadt).
1966 wurden Pfarr- und Jugendheim sowie die Bücherei gebaut; 1979 musste das Heim, 1986 die Bücherei erweitert werden. 1974 entstanden in der Nähe 29 Altenwohnungen. 1995 fanden Sanierungs- und Umbaumaßnahmen statt und eine neue Orgel mit 20 Registern auf zwei Manualen und Pedal der Orgelbaufirma Gebrüder Hillebrand aus (Altwarmbüchen) wurde aufgestellt.
St. Christophorus wird als Heiliger verehrt, der das Jesuskind auf den Schultern über einen Fluss getragen haben soll; eine Tonplastik von Kurt Lettow  ist am Eingangsgiebel der Kirche angebracht.

## Kirchengemeinde
Christophorus war ein Pfarrrektorat von St. Marien, wurde 1963 eine eigenständige Pfarrei und ist seit 2015 wieder Teil der Großgemeinde St. Marien. In der Gemeinde gibt es einen Kirchenchor, eine Kindermessgruppe, einen Gospelchor und eine Jugendmessband sowie Gruppen u. a. für Senioren, Frauen, Jugendliche und Helfer. 2011 wurde das Schwesternkonvent aufgelöst.
Die Kirche gehört zum Dekanat Delmenhorst im Bischöflich Münsterschen Offizialat des Bistums Münster.